# Оман на Светском првенству у атлетици на отвореном 2013.
Оман је учествовао на Светском првенству у атлетици на отвореном 2013. одржаном у Москви од 10. до 18. августa једанаести пут. Репрезентацију Омана представљао је један такмичар који се такмичио у трци на 100 метара.
На овом првенству Оман није освојио ниједну медаљу, нити је постигнут неки рекорд.

## Учесници
Мушкарци:
- Баракат Ал-Харти — 100 м

## Резултати

### Мушкарци
| Атлетичар        | Дисциплина | Лични рекорд | Предтакмичење | Предтакмичење | Квалификације | Квалификације | Полуфинале           | Полуфинале           | Финале               | Финале      | Детаљи |
| Атлетичар        | Дисциплина | Лични рекорд | Резултат      | Место         | Резултат      | Место         | Резултат             | Место                | Резултат             | Место       | Детаљи |
| ---------------- | ---------- | ------------ | ------------- | ------------- | ------------- | ------------- | -------------------- | -------------------- | -------------------- | ----------- | ------ |
| Баракат Ал-Харти | 100 м      | 10,17 НР     | 10,47         | 1 гр 3        | 10,53         | 7 гр 4        | Није се квалификовао | Није се квалификовао | Није се квалификовао | 46 / 73(75) | ,      |